# 锰酸盐
锰酸盐广义上是指锰的含氧酸盐。但通常所说的锰酸盐特指MnO2−
4离子所对应的+6价的锰酸盐。锰(VI)酸盐是唯一已知的含Mn(VI)的物种。

## 锰酸盐的制备

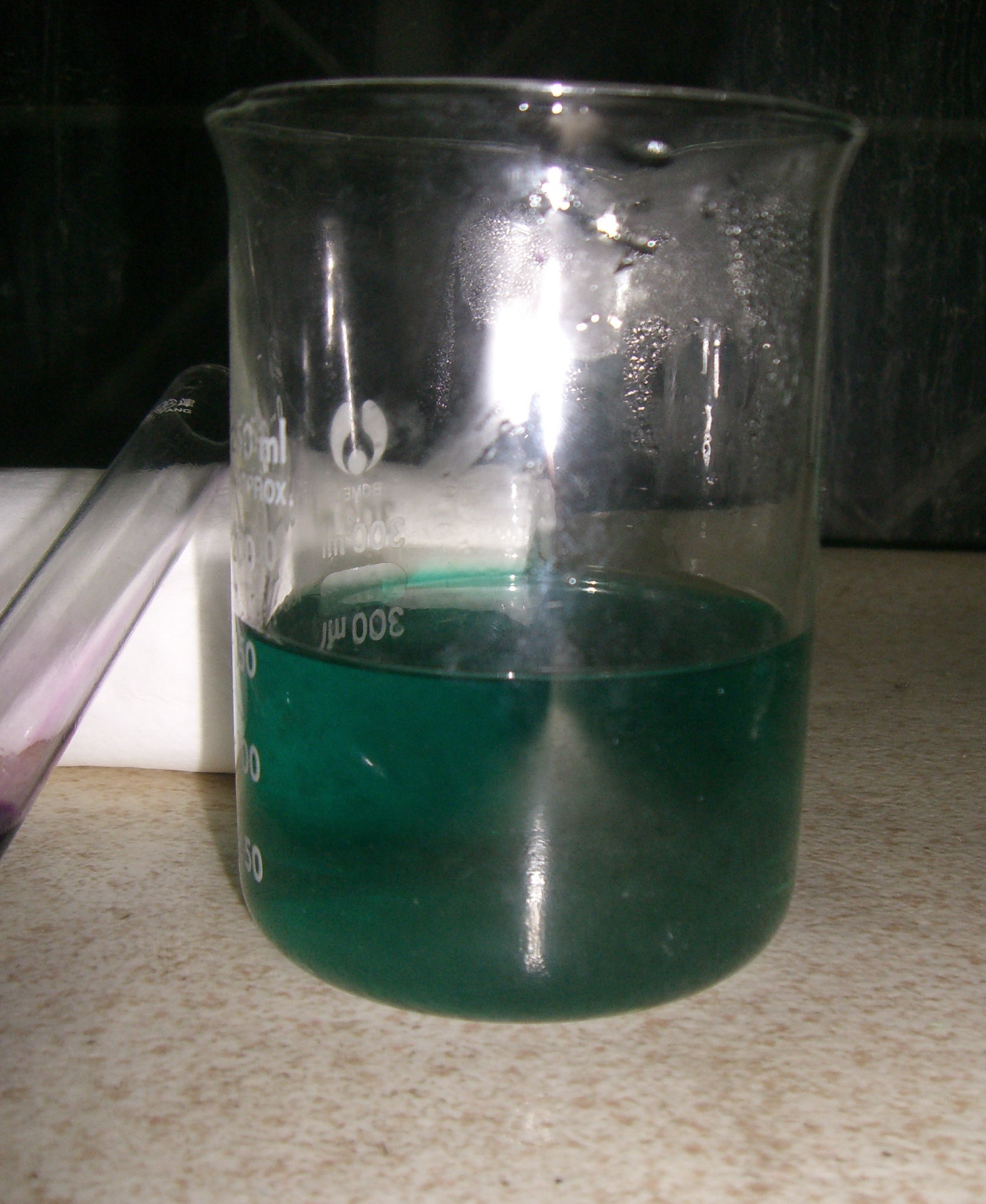
锰酸盐溶液

锰酸钠和锰酸钾可以通过对应的高锰酸盐和其氢氧化物浓溶液(5–10 M)反应24 h或加热得到。
4 MnO−
4 + 4 OH− → 4 MnO2−
4 + 2 H2O + O2
工业上，锰酸钾通过二氧化锰和熔融的氢氧化钾与硝酸钾（或空气作为氧化剂）反应得到：
2 MnO2 + 4 OH− + O2 → 2 MnO2−
4 + 2 H2O

## 其它价态的锰酸盐
锰酸盐还存在+3、+4和+5相对低价的锰酸盐以及+7价的高锰酸盐。